# Escortservice

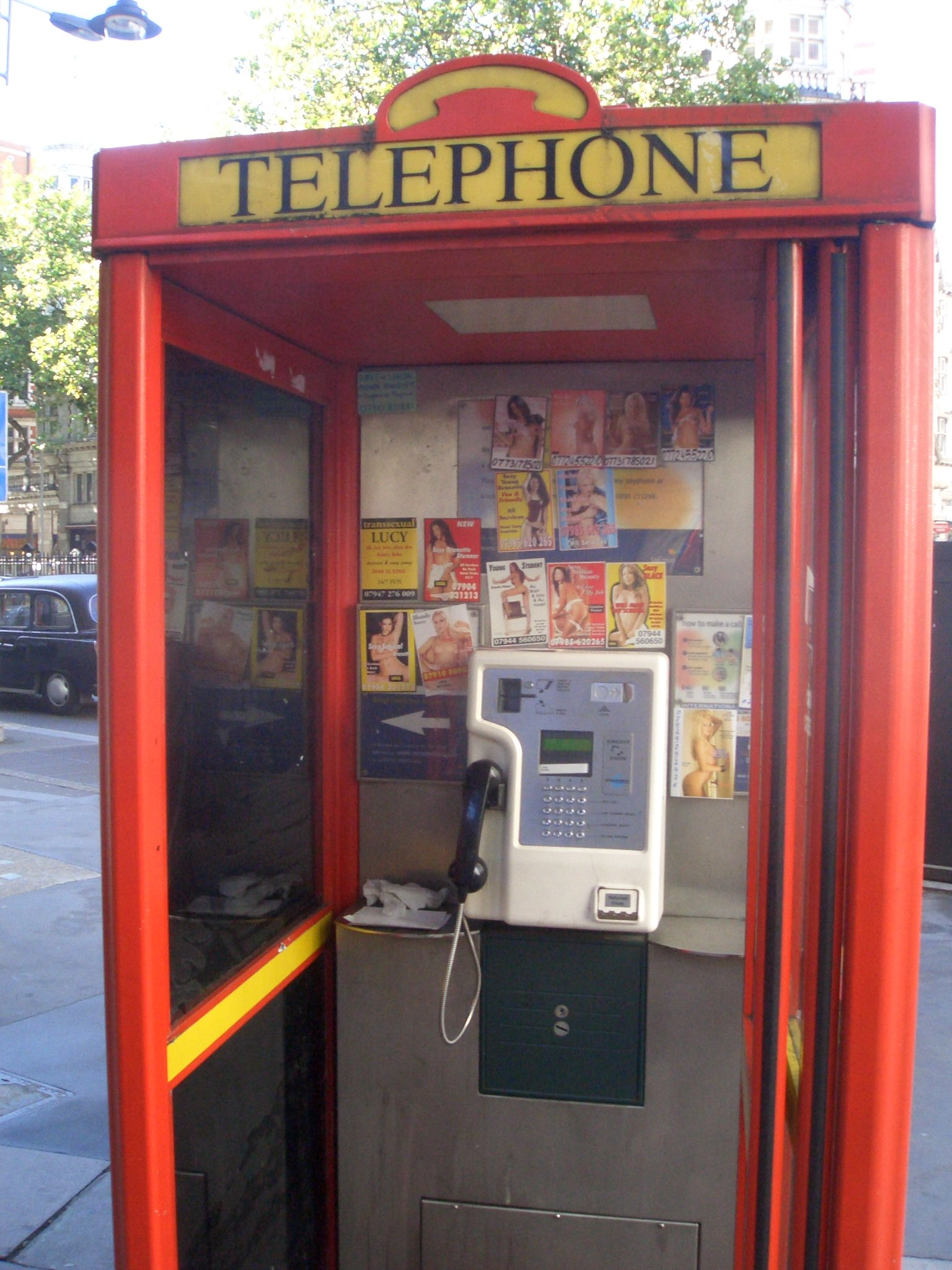
In Engeland en de Verenigde Staten adverteren callgirls met zogenaamde Tart cards in telefooncellen

Een escortservice, letterlijk 'begeleidingsdienst', is het tegen betaling leveren van gezelschap door een sekswerker met desgewenst seksuele handelingen met de klant. Escort is een relatief dure vorm van prostitutie die de klant meer privacy biedt. De ontmoeting vindt bijvoorbeeld plaats bij de klant thuis, in het hotel waar de klant verblijft, of in een door de escort voorgesteld hotel (hotelprostitutie).
Escorts bieden niet uitsluitend seksuele diensten aan. Soms gaan ze tegen betaling mee naar restaurants of op zakenreis om zich tegenover derden voor te doen als partner van de klant. Dit is met name van belang in culturen waar een zeker sociaal stigma op alleenstaandheid rust. Ook is het mogelijk dat de klant slechts gezelschap behoeft en niet zozeer seks.
De meeste escortbureaus adverteren op internet en de meeste klanten zoeken hier naar het juiste aanbod. Meestal is er een foto beschikbaar van de prostituee en soms ook een beschrijving van de seksuele diensten die ze wil verlenen.

## Nederland
Sinds de opheffing van het bordeelverbod in 2000 is het in Nederland niet meer verboden om prostitutie te exploiteren. Het staat gemeenten vrij om al of niet een vergunning verplicht te stellen (de sector te "vergunnen") en op die manier de escort te reguleren en te controleren. De meeste gemeenten hebben wel de bordelen en seksclubs gereguleerd, maar niet de escortbranche. Uitzonderingen zijn de gemeenten Amsterdam, Den Haag, Eindhoven en Rotterdam waar de escort wel vergund is.
Gemeenten die escort niet vergunnen zijn meestal van mening dat de sector zich niet leent voor een gemeentelijke regulering. Bedrijven kunnen zich immers vestigen in een andere gemeente dan waar de prostituees werken of waar ze adverteren. Vaak verwijzen advertenties naar een informatienummer en in die gevallen is het niet duidelijk in welke gemeente het bedrijf gevestigd is. Bedrijven die alleen via een website werken, zijn nog moeilijker aan een bepaalde gemeente te koppelen.